# Bartłomiej Stój
Bartłomiej Paweł Stój (* 15. Mai 1996 in Przędzel) ist ein polnischer Leichtathlet, der sich auf den Diskuswurf spezialisiert hat.

## Sportliche Laufbahn
Erste internationale Erfahrungen sammelte Bartłomiej Stój bei den Jugendweltmeisterschaften 2013 in Donezk, bei denen er mit einer Weite von 60,74 m den fünften Platz belegte. Im Jahr darauf nahm er an den Juniorenweltmeisterschaften in Eugene teil, schied dort aber mit 55,92 m in der Qualifikation aus. 2015 siegte er bei den Junioreneuropameisterschaften in Eskilstuna mit neuem Meisterschaftsrekord von 68,02 m mit dem leichteren 1,75-kg-Diskus die Goldmedaille und belegte im Kugelstoßen mit 18,54 m den siebten Platz. 2016 qualifizierte er sich erstmals für die Europameisterschaften in Amsterdam, erreichte dort mit 61,30 m aber nicht das Finale. Bei den Leichtathletik-U23-Europameisterschaften 2017 in Bydgoszcz gelang ihm im Finale kein gültiger Versuch und anschließend schied er bei der Sommer-Universiade in Taipeh ebenfalls ohne einen gültigen Versuch in der Qualifikation aus. Zwei Jahre später wurde er bei den Studentenweltspielen in Neapel mit 61,09 m Sechster und nahm im Herbst auch an den Weltmeisterschaften in Doha teil, bei denen er aber mit 61,79 m in der Qualifikation ausschied. 2021 siegte er mit 64,34 m beim Janusz Kusociński Memorial und qualifizierte sich über die Weltrangliste für die Olympischen Spiele in Tokio, bei denen er aber mit 62,84 m die Finalteilnahme verpasste.
In den Jahren 2019 und 2020 wurde Stój polnischer Meister im Diskuswurf.